# Old Mission Beach Athletic Club Rugby Football Club
Maillots
Actualités
Le Old Mission Beach Athletic Club RFC est un club de rugby à XV des États-Unis participant à la Pacific Rugby Premiership, plus connue comme la P.R.P.. Il est situé à San Diego en Californie.

## Palmarès
- Vainqueur de la Rugby Super League en 2006.
- Vainqueur de la Men's D1 Club Championship en 1988, 1989, 1991, 1993, 1994 et 1996.

## Joueurs emblématiques
- Todd Clever
- Kevin Dalzell
- Tui Osborne
- Dan Payne
- Brian Vizard